# 卡尔·席勒

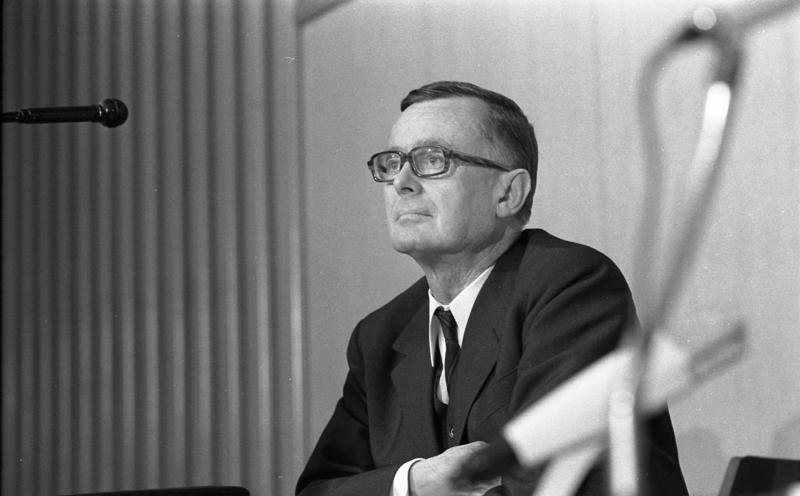
卡尔·席勒 （Karl Schiller）

卡尔·席勒（1911年4月24日—1994年12月26日），德国著名经济学家、政治学家。
卡尔·席勒是德国著名的凯恩斯主义者，认为“国家的任务在于：通过财政政策和税收政策，平缓经济周期波动，以便从社会性的经济政策的意义上来影响市场。”但他的思想具有弗莱堡学派的烙印，认为“稳定法完全可以……解释成为秩序自由主义与凯恩斯理论的综合”，将宏观的“总体调节”(Globalsteuerung)与微观的市场竞争相结合。他曾于1967年发表《欧根、凯恩斯和我》一文，试图将弗莱堡学派的自由竞争和凯恩斯主义的有效需求学说结合起来。